# Mineral secundario
Los minerales secundarios son aquellos minerales que se han formado de la descomposición de otros minerales, llamados primarios (los que no han sufrido cambios desde su formación). Los minerales secundarios se forman principalmente a partir del enfriamiento de minerales primarios que son estables sólo a altas temperaturas, por procesos de meteorización, o disolución y posterior precipitación. Un ejemplo de mineral secundario es la malaquita, que se forma por la oxidación de minerales primarios de cobre, como por ejemplo el cobre nativo.
Los minerales secundarios se forman por procesos de neoformación, que implican:
1. Descomposición química de los minerales originales.
2. Síntesis de nuevos minerales a partir de las soluciones que contienen los productos solubles de la descomposición o de los residuos parcialmente solubles.

Los minerales secundarios pueden clasificarse en tres grupos, yendo de las constituciones más simples a las más complejas:
1. Sales
2. Alúmino-silicatos
3. Óxidos e hidróxidos.

## Sales
Son minerales secundarios provenientes de soluciones. En las zonas áridas con predominancia de la evapotranspiración, las sales se concentran ya sea dentro del perfil del suelo o en su superficie.
La concentración de sales en el suelo puede provocar una elevación perjudicial de la tensión osmótica de la solución edáfica como también toxicidad.

## Alúmino-silicatos
Estructuralmente son filosilicatos pero de tamaño microscópico. Se trata de uno de los grupos más importantes en los suelos por su incidencia en lo físico, químico y biológico de los suelos.

## Óxidos e hidróxidos
Constituyendo las rocas residuales y en los suelos que de ellas derivan, se suelen encontrar compuestos que químicamente son óxidos o hidróxidos de diferentes elementos (silicio, hierro, aluminio, magnesio, manganeso) que granulométricamente caen dentro de la fracción arcilla y cuyo grado de organización va desde la cristalinidad al amorfismo.